# Bernik
Bernik je priimek v Sloveniji, ki ga je po podatkih Statističnega urada Republike Slovenije na dan 1. januarja 2010 uporabljalo 638 oseb in je med vsemi priimki po pogostosti uporabe uvrščen na 400. mesto.

## Znani nosilci priimka
- Adriana Maraž-Bernik (1931–2015), slikarka, grafičarka
- Anton Bernik (1751–1817), zdravnik
- Barbara Bernik (*1963), psihologinja in ekonomistka
- Borut Bernik-Torul Torulsson, tehno-glasbenik, producent
- Breda Bernik, oblikovalka keramike
- Fanči Bernik (1906–1965), športnica atletinja in igralka hazene
- Franc Bernik (1870–1948), duhovnik in kulturni delavec, lokalni zgodovinar
- France Bernik (1927–2020), literarni zgodovinar in akademik
- Igor Bernik, strokovnjak za informacijsko varnost, univ. prof.
- Ivan Bernik (1871–1897), filozof
- Ivan Bernik (*1950), sociolog, univ. profesor
- Janez Bernik (1933–2016), slikar in grafik, profesor, pesnik, akademik
- Janez Bernik (*1967), matematik
- Jože Bernik (1924–2011), pravnik, politik
- Jure Bernik (*1949), restravrator, konservator
- Karel Bernik (1912–1993), zdravnik, publicist
- Lea Bernik Urankar, psihosocialna delavka, psihoterapevtka
- Lidija Bernik, tekstilna oblikovalka, večmedijska umetnica
- Lojze Bernik (1908 - 1985)?, gimnazijski profesor matematike
- Marija Bevčar Bernik (1929–2016), internistka, medicinska znanstvenica, univ. profesorica (ZDA)
- Mojca Bernik (*1974), organizatoričarka
- Nejc Bernik, arhitekt, umetnostni konservator?
- Pavel Bernik (1917–2000), salezijanec, misijonar
- Rajko Bernik (*1956), kmetijski strojnik
- Rajmund (Rajko) Bernik (*1932), inž. gozdarstva, lesarski strokovnjak (ZDA)
- Stane Bernik (1938–2019), umetnostni zgodovinar (arhitekture in oblikovanja), likovni kritik, urednik, univ. profesor
- Urška Bernik, pevka altistka
- Valentin Bernik (1861–1927), duhovnik, pisatelj in publicist
- Valerija Bernik - zgodovinarka
- Viktor Bernik (*1971), slikar, fotograf